# Persone di nome Maria Luisa
| Questa pagina contiene informazioni ricavate automaticamente dalle voci biografiche con l'ausilio del template Bio e di un bot. L'aggiornamento è periodico e automatico e ricostruisce completamente la pagina. Se manca una persona in questa lista, sei pregato di non aggiungerla, ma accertati piuttosto che la sua voce biografica contenga il template Bio e che i dati anagrafici siano correttamente compilati. Se il template Bio manca, inseriscilo tu stesso o, in alternativa, metti l'avviso {{tmp\|Bio}} che ne segnala la mancanza. Se i dati riportati sono sbagliati, correggi direttamente la voce biografica; le modifiche saranno visibili in questa lista entro pochi giorni. Per chiarimenti vedi il progetto biografie. La lista contiene solo le 65 persone che sono citate nell'enciclopedia e per le quali è stato implementato correttamente il template Bio. Pagina aggiornata al 15 feb 2022. |

Questa è una lista di persone presenti nell'enciclopedia che hanno il prenome Maria Luisa, suddivise per attività principale.

## Artisti(1)
- Marisa Merz, artista italiana (Torino, n.1926 - Torino, †2019)

## Attori(6)
- Monica Vitti, attrice italiana (Roma, n.1931 - Roma, †2022)
- Maria Luisa De Crescenzo, attrice italiana (Roma, n.1992)
- Maria Luisa Garoppo, attrice, sceneggiatrice e personaggio televisivo italiana (Casale Monferrato, n.1933 - Roma, †1990)
- Marilù Prati, attrice italiana (Napoli, n.1954)
- Maria Luisa Rolando, attrice italiana
- Maria Luisa Santella, attrice italiana (Napoli, n.1945)

## Avvocati(1)
- Maria Luisa Berti, avvocato e politica sammarinese (Città di San Marino, n.1971)

## Calciatori(1)
- Maria Luisa Filangeri, calciatrice italiana (Partinico, n.2000)

## Cantanti(1)
- Louiselle, cantante italiana (Vibo Valentia, n.1946)

## Cantautori(3)
- Lu Colombo, cantautrice italiana (Milano, n.1952)
- Maria Luisa Congiu, cantautrice italiana (Roma, n.1973)
- Maria McKee, cantautrice statunitense (Los Angeles, n.1964)

## Cestisti(1)
- Maria Luisa Premier, ex cestista italiana (Treviso, n.1962)

## Conduttori radiofonici(1)
- Maria Luisa Boncompagni, conduttrice radiofonica italiana (Sacrofano, n.1892 - Roma, †1982)

## Critici letterari(1)
- Maria Luisa Doglio, critica letteraria e filologa italiana (Alessandria, n.1936)

## Danzatori(1)
- Marisa Fracci, ballerina italiana (Milano, n.1942)

## Filologi(1)
- Maria Luisa Meneghetti, filologa e accademica italiana (Venezia, n.1950)

## Fumettisti(1)
- Maria Luisa Uggetti, fumettista italiana (Milano, n.1937)

## Giornalisti(4)
- Maria Luisa Busi, giornalista e conduttrice televisiva italiana (Milano, n.1964)
- Marilù Mastrogiovanni, giornalista italiana (Casarano, n.1969)
- Maria Luisa Valenti Ronco, giornalista, insegnante e scrittrice italiana (Arezzo, n.1926)
- Maria Luisa Vincenzoni, giornalista italiana (Padova, n.1956)

## Insegnanti(3)
- Maria Luisa Belleli, docente, traduttrice e poetessa italiana (Ferrara, n.1909 - Roma, †1992)
- Maria Luisa Fagioli, insegnante, traduttrice e scrittrice italiana (Roma, n.1922 - †1998)
- Maria Luisa Stringa, insegnante italiana (Venezia, n.1928 - Firenze, †2015)

## Linguisti(1)
- Maria Luisa Altieri Biagi, linguista italiana (Venezia, n.1930 - Bologna, †2017)

## Nobili(3)
- Maria Luisa di Schleswig-Holstein, nobile tedesca (Windsor, n.1872 - West End, †1956)
- Maria Luisa Gonzaga, nobile spagnola (Madrid, n.1726 - Madrid, †1773)
- Luisa Sanfelice, nobildonna italiana (Napoli, n.1764 - Napoli, †1800)

## Pallavolisti(1)
- Maria Luisa Cumino, pallavolista italiana (Chieri, n.1992)

## Pittori(2)
- Minna Cammarano, pittrice italiana (Napoli, n.1931 - Ferrara, †2009)
- Maria Luisa Petroni, pittrice italiana (Modena, n.1921 - Bologna, †1977)

## Poeti(2)
- Maria Luisa Cicci, poetessa italiana (Pisa, n.1760 - Pisa, †1794)
- Maria Luisa Spaziani, poetessa, traduttrice e aforista italiana (Torino, n.1922 - Roma, †2014)

## Politici(5)
- Maria Luisa Baldoni, politica italiana (L'Aquila, n.1929 - L'Aquila, †2012)
- María Luisa Carcedo, politica spagnola (Santa Bárbara, n.1953)
- Maria Luisa Cassanmagnago Cerretti, politica italiana (Bergamo, n.1929 - Milano, †2008)
- Maria Luisa Galli, politica italiana (Inverigo, n.1930 - Orta San Giulio, †2019)
- Maria Luisa Sangiorgio, politica italiana (Milano, n.1947)

## Poliziotti(1)
- Maria Luisa Pellizzari, poliziotta italiana (Montagnana, n.1959)

## Principi(2)
- Maria Luisa di Borbone-Due Sicilie, principessa (Caserta, n.1855 - Pau, †1874)
- Luisa di Borbone-Francia, principessa francese (Versailles, n.1728 - Versailles, †1733)

## Psichiatri(1)
- Maria Luisa Figueira, psichiatra e accademica portoghese (n.1944)

## Psicologi(1)
- Maria Luisa Falorni, psicologa e accademica italiana (Firenze, n.1921 - Firenze, †2002)

## Religiosi(1)
- Maria Luisa Prosperi, religiosa italiana (Fogliano, n.1779 - Trevi, †1847)

## Scrittori(5)
- Maria Luisa Aguirre D'Amico, scrittrice e traduttrice italiana (Roma, n.1925 - Roma, †2008)
- Maria Luisa Astaldi, scrittrice, critico letterario e giornalista italiana (Tricesimo, n.1899 - Roma, †1982)
- Maria Luisa Boccia, scrittrice e politica italiana (Roma, n.1945)
- Maria Luisa Eguez, scrittrice, poetessa e insegnante italiana (n.La Spezia)
- Maria Luisa Magagnoli, scrittrice, giornalista e curatore editoriale italiana (Genova, n.1948)

## Soprani(1)
- Maria Luisa Zeri, soprano italiano (Ivrea, n.1928 - Ivrea, †2015)

## Sovrani(1)
- Maria Luisa di Borbone-Spagna, sovrana (Portici, n.1745 - Vienna, †1792)

## Storici dell'arte(1)
- Maria Luisa Gatti Perer, storica dell'arte e accademica italiana (Torino, n.1928 - Cesano Maderno, †2009)

## Storici della scienza(1)
- Maria Luisa Righini Bonelli, storica della scienza e museologa italiana (Pesaro, n.1917 - Firenze, †1981)

## Traduttori(1)
- Marisa Zini, traduttrice italiana (Torino, n.1907 - Torino, †1982)

## Senza attività specificata(9)
- Maria Luisa d'Asburgo-Lorena (Firenze, n.1845 - Hanau, †1917)
- Maria Luisa d'Assia-Kassel (Kassel, n.1688 - Leeuwarden, †1765)
- Maria Luisa di Borbone-Orléans (Parigi, n.1662 - Madrid, †1689)
- Maria Luisa di Borbone-Parma (Parma, n.1751 - Roma, †1819)
- Maria Luisa di Borbone-Parma (Roma, n.1870 - Sofia, †1899)
- Maria Luisa di Borbone-Spagna (San Ildefonso, n.1782 - Roma, †1824)
- Maria Luisa di Hannover (Gmunden, n.1879 - Abbazia di Salem, †1948)
- Maria Luisa di Savoia (Torino, n.1688 - Madrid, †1714)
- Maria Luisa Larisch-Wallersee (Augusta, n.1858 - Augusta, †1940)